# Porto de Mós
Porto de Mós ist eine Kleinstadt (Vila) und ein Kreis (Concelho) in der portugiesischen Region Centro mit 23.202 Einwohnern (Stand 19. April 2021).

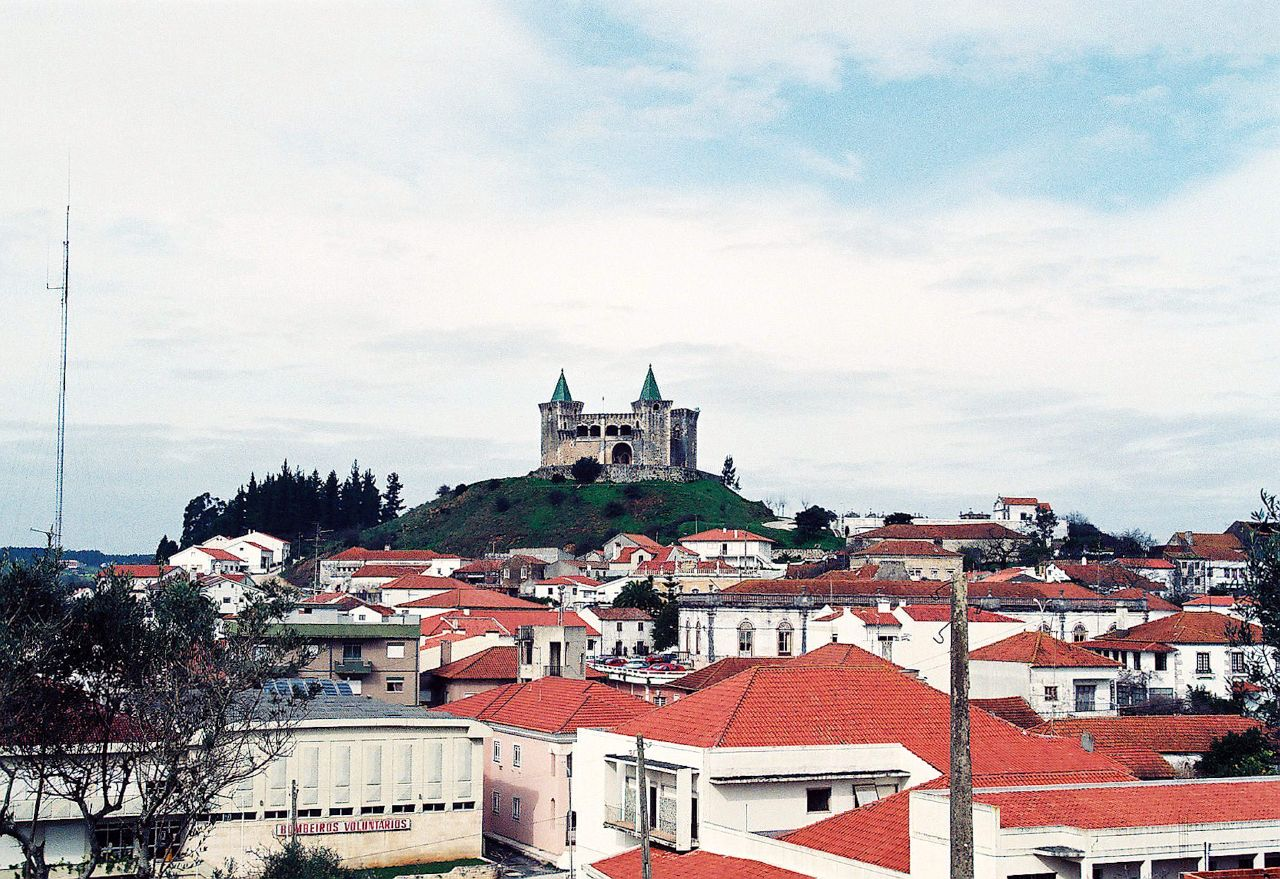
Blick auf Porto de Mós und seine Burg

## Geschichte

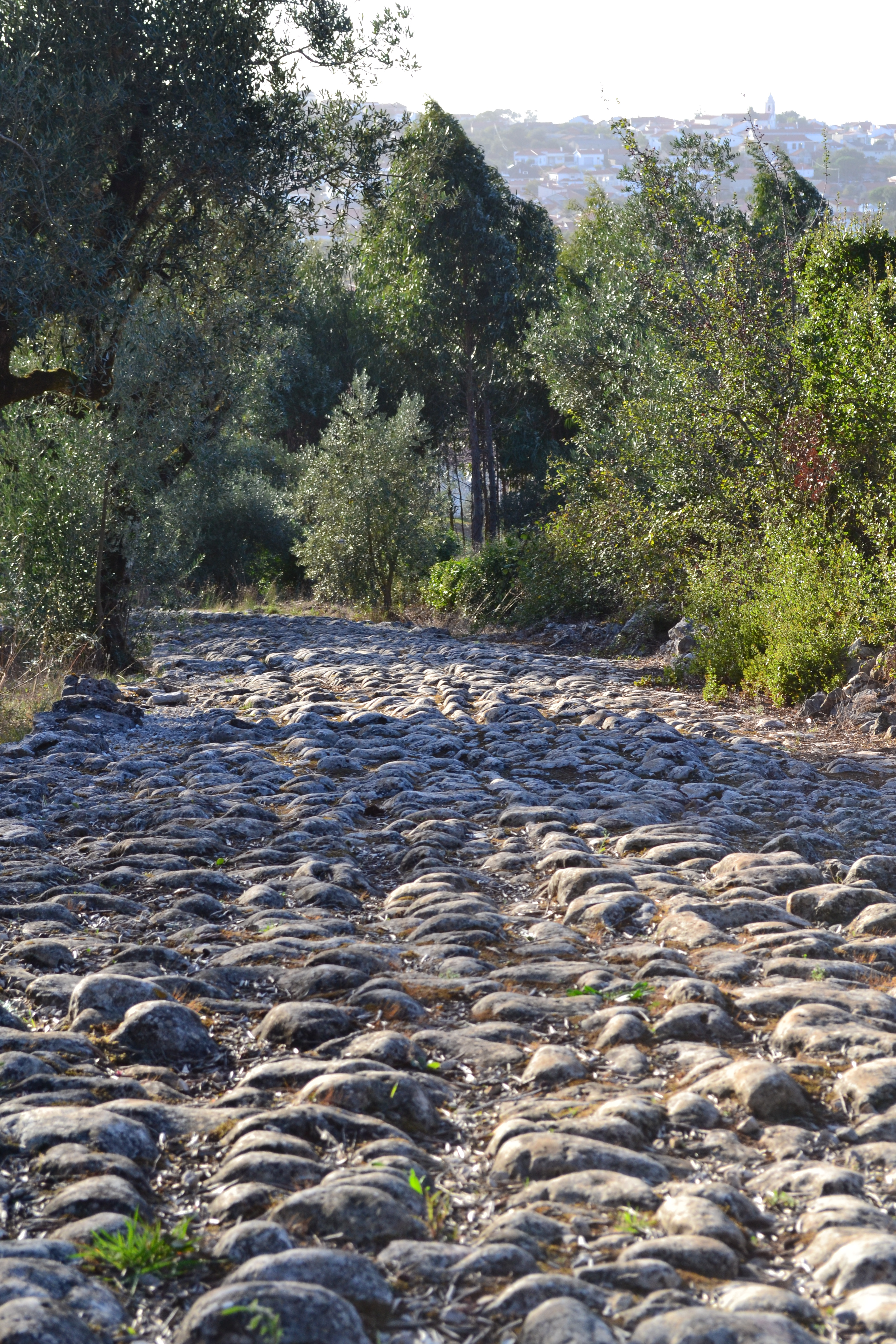
Teil der Römerstraße in Alqueidão da Serra

Die ältesten lokale Funde reichen bis 150 Millionen Jahre zurück, darunter Dinosaurierknochen und eine versteinerte Schildkröte. Ausgrabungen und Funde belegen eine Besiedlung durch den Menschen seit der Altsteinzeit, durch die Jungsteinzeit und die Kupfersteinzeit hindurch, bis zur Ankunft der Römer im 2. Jahrhundert v. Chr. Diese nannten den Ort Portus Mollis und verschifften von hier aus, auf dem damals schiffbaren Lena, insbesondere Rohstoffe aus den nahen Steinbrüchen und den Eisenerzminen von Alqueidão da Serra.
Der heutige Ort entwickelte sich um die Festung herum, die Portugals erster König, D.Afonso Henriques im Jahr 1140 und erneut 1148 eroberte. Er übergab sie dem Ritter Fuas Roupinho, der sie zunächst erfolgreich gegen eine erneute Eroberung durch die Mauren verteidigte. 1182 wurde der Ort samt Burg durch die Truppen des Königs Gamir von Mérida zerstört, bevor Fuas Roupinho die Rückeroberung gelang. Sancho I. ließ die Burg 1200 neu errichten, die 1450 vom Graf von Ourém erneuert und ausgebaut wurde.
1305 verlieh König D.Dinis dem Ort Stadtrechte (Foral), die 1515 von König Manuel I. erneuert wurden.

## Kultur und Sehenswürdigkeiten
Zu den Baudenkmälern des Kreises gehören u. a. historische öffentliche Gebäude, eine Vielzahl Sakralbauten, die Burg, einige römische und andere Brücken, Römerstraßenabschnitte, und der charakteristische Arco da Memória (dt.: Gedächtnisbogen), ein im 16. Jahrhundert errichtetes Steintor zur Abgrenzung zweier Verwaltungsgebiete (sog. Coutos). Auch der historische Ortskern von Porto de Mós als Ganzes steht unter Denkmalschutz.

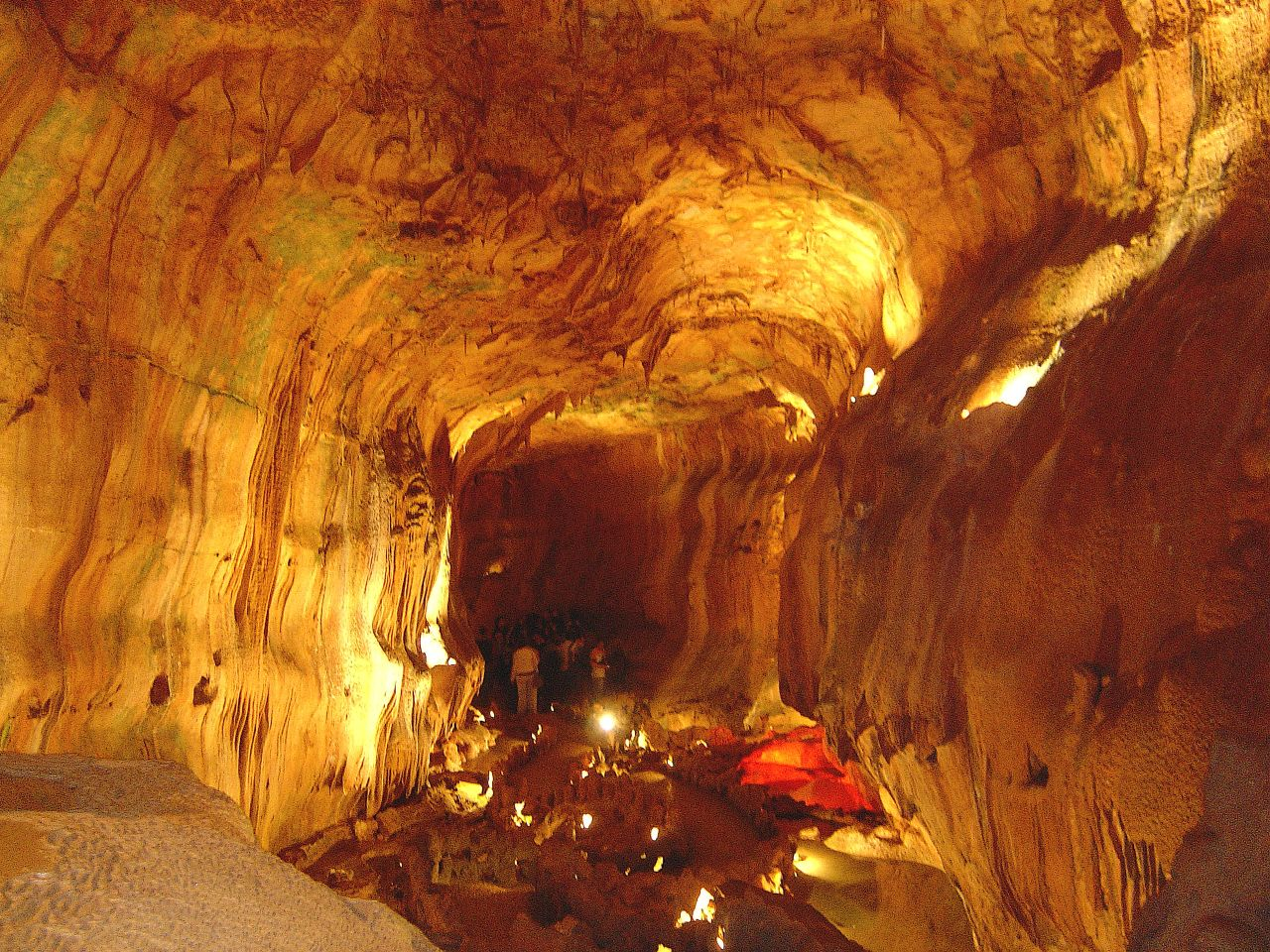
In den Höhlen (Grutas) von Mira Daire

Die Gruta dos Moinhos Velhos ist mit bisher entdeckten 8.000 Metern Länge die größte bekannte Höhle Portugals und ist auch als Grutas de Mira Daire bekannt, nach ihrer Lage in der Gemeinde Mira de Aire.
Der Naturpark Parque Natural das Serras de Aire e Candeeiros wurde 1979 eingerichtet und liegt zum Teil im Kreis Porto de Mós. Aussichtspunkt (Miradouros) und thematische Wanderwege (z. B. der Urzeitpark Jardim Jurássico) sind angelegt. Auch ein Eselreservat ist hier eingerichtet, u. a. mit Möglichkeiten zu Eselsritten.
Das Museu de Historia Natural widmet sich der Mineralogie, Geologie, Archäologie und Ethnografie,
In der Gemeinde Calvaria de Cima ist ein Besucherzentrum am Campo Militar de S. Jorge eingerichtet, zum Gedenken an die für die portugiesische Unabhängigkeit entscheidende Schlacht von Aljubarrota, die hier am 14. August 1385 stattfand.

## Verwaltung

### Kreis
Porto de Mós ist Verwaltungssitz eines gleichnamigen Kreises. Die Nachbarkreise sind (im Uhrzeigersinn im Norden beginnend): Leiria, Batalha, Torres Novas, Santarém sowie Alcobaça.
Mit der Gebietsreform im September 2013 wurden mehrere Gemeinden zu neuen Gemeinden zusammengefasst, sodass sich die Zahl der Gemeinden von zuvor 13 auf zehn verringerte.
Die folgenden Gemeinden (Freguesias) liegen im Kreis Porto de Mós:

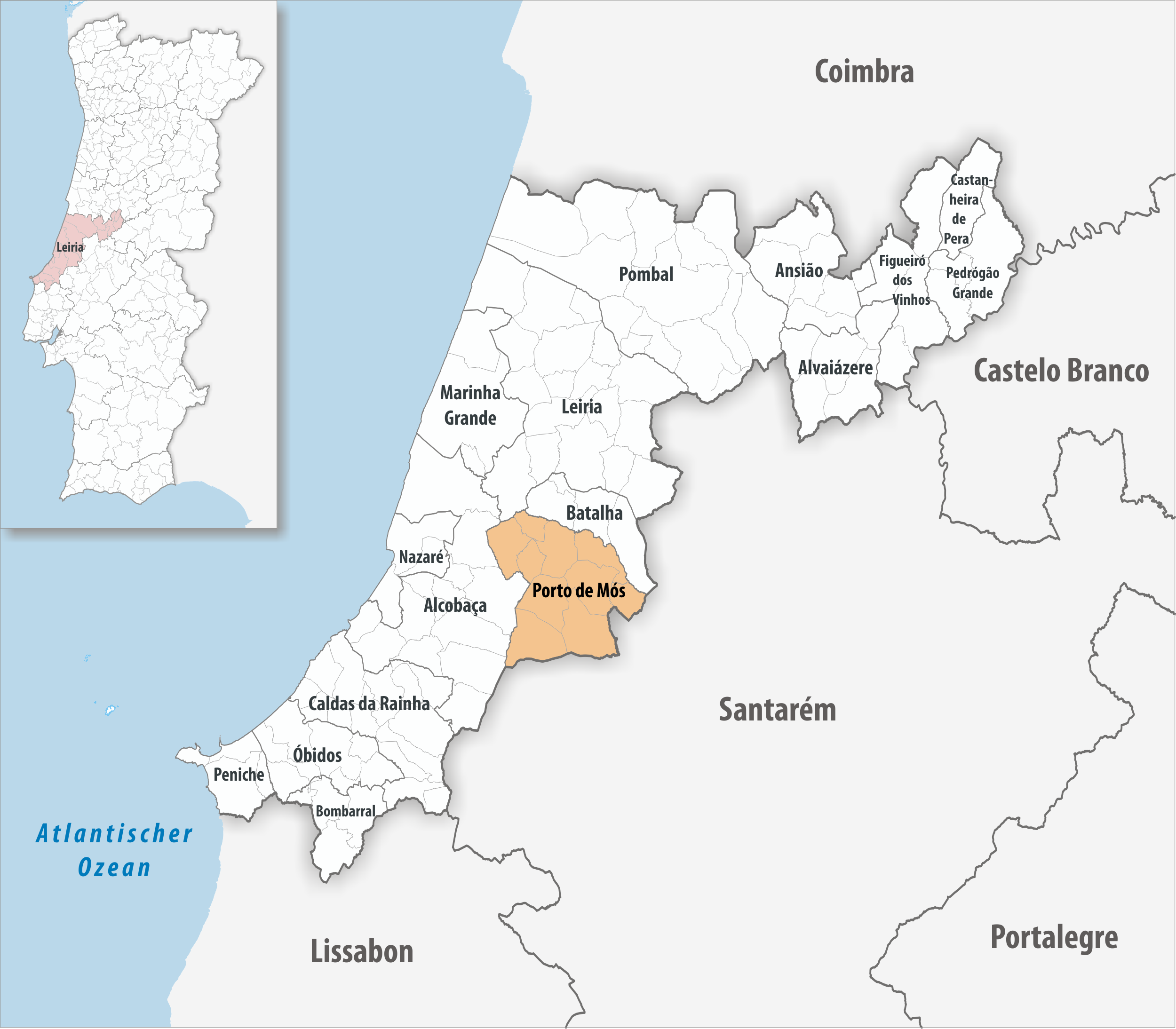
Kreis Porto de Mós

| Gemeinde                                     | Einwohner (2021) | Fläche km² | Dichte Einw./km² | LAU- Code |
| -------------------------------------------- | ---------------- | ---------- | ---------------- | --------- |
| Alqueidão da Serra                           | 1.549            | 22,10      | 70               | 101602    |
| Alvados e Alcaria                            | 731              | 33,31      | 22               | 101615    |
| Arrimal e Mendiga                            | 1.574            | 38,63      | 41               | 101616    |
| Calvaria de Cima                             | 2.477            | 10,72      | 231              | 101605    |
| Juncal                                       | 3.197            | 26,64      | 120              | 101606    |
| Mira de Aire                                 | 3.482            | 15,62      | 223              | 101608    |
| Pedreiras                                    | 2.548            | 13,22      | 193              | 101609    |
| Porto de Mós — São João Baptista e São Pedro | 6.001            | 28,19      | 213              | 101614    |
| São Bento                                    | 751              | 41,30      | 18               | 101610    |
| Serro Ventoso                                | 892              | 32,10      | 28               | 101613    |
| Kreis Porto de Mós                           | 23.202           | 261,83     | 89               | 1016      |

### Bevölkerungsentwicklung
| Einwohnerzahl im Kreis Porto de Mós (1801–2011) | Einwohnerzahl im Kreis Porto de Mós (1801–2011) | Einwohnerzahl im Kreis Porto de Mós (1801–2011) | Einwohnerzahl im Kreis Porto de Mós (1801–2011) | Einwohnerzahl im Kreis Porto de Mós (1801–2011) | Einwohnerzahl im Kreis Porto de Mós (1801–2011) | Einwohnerzahl im Kreis Porto de Mós (1801–2011) | Einwohnerzahl im Kreis Porto de Mós (1801–2011) | Einwohnerzahl im Kreis Porto de Mós (1801–2011) | Einwohnerzahl im Kreis Porto de Mós (1801–2011) |
| ----------------------------------------------- | ----------------------------------------------- | ----------------------------------------------- | ----------------------------------------------- | ----------------------------------------------- | ----------------------------------------------- | ----------------------------------------------- | ----------------------------------------------- | ----------------------------------------------- | ----------------------------------------------- |
| 1801                                            | 1849                                            | 1900                                            | 1930                                            | 1960                                            | 1981                                            | 1991                                            | 2001                                            | 2004                                            | 2011                                            |
| 10.742                                          | 9.801                                           | 12.554                                          | 16.296                                          | 21.220                                          | 21.700                                          | 23.343                                          | 24.271                                          | 24.775                                          | 24.342                                          |

### Kommunaler Feiertag
- 29. Juni

## Söhne und Töchter
- Vítor Manuel Trigueiros Crespo (* 1932), Marineoffizier, Mitwirkender der Nelkenrevolution und späterer Minister
- Luís Amado (* 1953), Ökonom und Politiker, ehemaliger Außenminister